# آرتریت ایدیوپاتیک جوانان با شروع سیستمیک
آرتریت ایدیوپاتیک جوانان با شروع سیستمیک (همچنین به عنوان آرتریت ایدیوپاتیک سیستمیک جوانان (sJIA) شناخته می شود و یا نوعی از بیماری استیل(Still) با شروع از جوانی) یک نوع از آرتریت ایدیوپاتیک اطفال (JIA) با تظاهرات خارج مفصلی مانند تب و بثورات، جدا از آرتریت است که در ابتدا به عنوان آرتریت روماتوئید جوانان با شروع سیستمیک یا بیماری Still شناخته شده بود.
تظاهرات غالب خارج مفصلی عبارتند از: تب بالا، بثورات روماتیسمی، بزرگ شدن کبد و طحال، بزرگ شدن گره های لنفاوی، و کم خونی. تظاهرات دیگر شامل التهاب پلورا، التهاب پریکارد، التهاب بافت عضلانی قلب و التهاب پریتوئن نیز دیده می شود.
گاهی اوقات به نام "بیماری استیل جوانان" نامیده می شود، تا آن را از بیماری Still بزرگسالان تمیز دهد. با این حال، شواهدی وجود دارد مبنی بر این که این دو شرایط به هم نزدیک هستند.

## تظاهر
JIA سیستمیک با آرتریت، تب پایین مرتبط با درگیری چند مفصلی و بثورات صورتی سالمون (salmon pink rash) است، مشخص می شود. حدود 10 تا 20 درصد از JIA اینچنین است و به طور مساوی بر هر دو جنس تاثیر می گذارد، و بر خلاف دو نوع دیگر JIA در کودکان اتفاق می افتد. به طور کلی هر دو مفاصل بزرگ و کوچک را درگیر می کند. JIA سیستمیک می تواند تشخیص را به چالش بکشد زیرا تب و بثورات عود کننده و برطرف شونده هستند. تب در هر زمان و یا دو بار در روز (اغلب در اواخر بعدازظهر یا عصر) می تواند رخ دهد و (بر خلاف آرتریت سپتیک که تب مداوم دارد) با بازگشت سریع و ناگهانی به سطح ابتدایی همراه است.
آرتریت اغلب در اولین هفته ها و حتی گاهی تا 6-8 ماه وجود ندارد.
JIA سیستمیک ممکن است درگیری اعضای داخلی مانند هپاتواسپلنومگالی hepatosplenomegaly، لنفادنوپاتی، سروزیت (serositis)، هپاتیت یا تنوسینوویت ( tenosynovitis) داشته باشد.
یک پلی مورفیسم در فاکتور مهارکننده مهاجرت ماکروفاژ با این وضعیت همراهی داشته است.

## علت
علل ناشناخته است اما تصور می شود مربوط به محیط زیست , ژنتیک و عوامل هورمونی است.

## تشخیص
تست های فاکتور روماتوئید (RF) و آنا (ANA) به طور کلی در (JIA) سیستمیک منفی هستند. یافته های آزمایشگاهی: کم خونی بیماری مزمن، نوتروفیلی، ترومبوسیتوز، افزایش واکنش دهنده های فاز حاد (ESR، CRP، فریتین).

## درمان
درمان با هر کدام از گلوکوکورتیکوئیدها، متوترکسات (methotrexate) با (anakinra)، (tocilizumab) بررسی شده است. نشان داده شده که آناکینرا برای بهبود علائم بالینی این بیماری در 87 درصد از بیماران مناسب بوده. همچنین باعث القای بهبودی در نیمی از بیماران مقاوم به کورتیکواستروئید شده است. نتایج مطالعه دیگری مشابه بود؛ نیمی از بیماران به درمان با آناکینرا پاسخ دادند. کاناکینوماب( Canakinumab) یک آنتی بادی اینترلوکین-1 بتا, است که برای درمان در بیمارانی که پاسخ ضعیف به درمان های دیگر دارند استفاده می شود.

## پیش آگهی
25 درصد از بیماران به سمت حالت شدید مخرب آرتریت پیشرفت می کنند. در ایالات متحده و کانادا مرگ و میر حدود 4 درضد تخمین زده شده  و در اروپا و مرگ و میر حدود 21.7 درصد است.

## تاریخچه
بیماری استیل (Still's disease) پس از پزشک انگلیسی سر جورج فردریک استیل  (Sir George Frederic Still) (1861-1941). نامگزاری شد.